# Мяч для лякросса

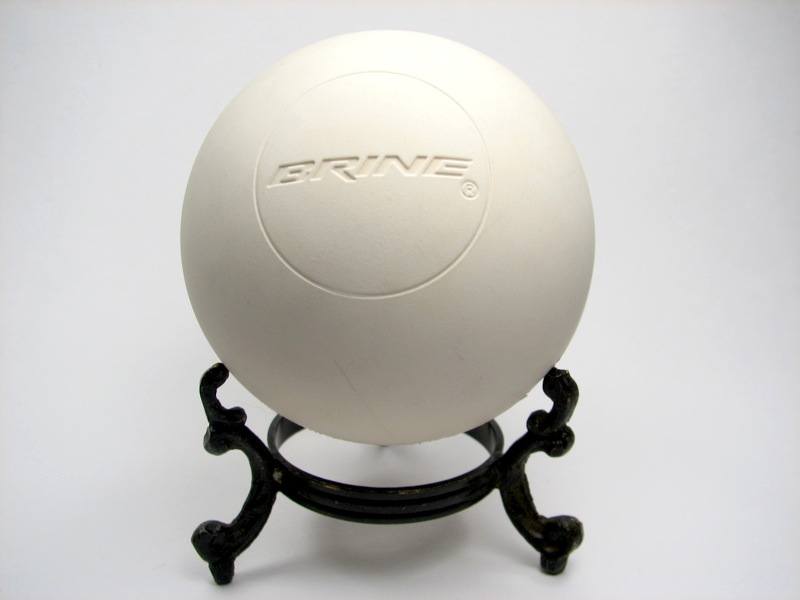
Современный мяч для лякросса

Мяч для лякросса — это цельный резиновый мяч, который используется, со стиком для лякросса, для игры в лякросс. Как правило, он белый для мужского лякросса или жёлтый для женского лякросса; но также производится в самых разнообразных цветах.
Изначально, мяч был диаметром около 7-8 сантиметров. Он изготавливался из небольшого камня или дерева..
Прежние спецификации NCAA:
Масса140 г — 147 г
Диаметр62,7 мм — 64,7 мм
ОтскокОт 1800 мм высоты 1092—1292 мм (70 % отскок от точки падения)
Содержание резины65 %
В соответствии с Правилами и интерпретациями мужского лякросса 2015 и 2016 годов: «Мяч должен быть белым, жёлтым, оранжевым или лимонно-зелёным, гладким или слегка текстурированным из сплошной резины. Мяч должен соответствовать текущему стандарту NOCSAE по лякроссу». Далее, при дальнейшем определении требуемых спецификаций, в документе говорится: «Измерения для мяча должны включать следующее: мяч должен быть из цельной белой, жёлтой или оранжевой резины. Мяч может иметь размер от 7 3/4 до 8 дюймов по окружности. Мяч может весить от 5 до 5 1/4 унций».
Начиная с сезона 2014 года, все три руководящих органа по лякроссу в США (US Lacrosse, NFHS, NCAA) приняли решение о том, что только мячи, соответствующие стандарту NOCSAE по мячам, могут быть использованы для соревнований. Мячи должны быть помечены словами «Соответствует стандарту NOCSAE» (англ. "Meets NOCSAE Standard") для того, чтобы игровые судьи считали их законными для игры.
Начиная с июня 2016 года, все мячи для лякросса должны соответствовать новому стандарту NOCSAE.

## Производители
В число основных производителей мячей для лякросса входят: Warrior Sports, STX, Brine, и Guardian Innovations.
В 2016 году компания Guardian Innovations разработала новый мяч для лякросса под названием PEARL, полностью изготовленный из полиуретана. Мячи для лякросса PEARL являются официальным мячом мужской сборной США по лякроссу и US Lacrosse.
Brine является эксклюзивным поставщиком мячей для лякросса в Высшей лиге Лякросса (англ. Major League Lacrosse). В канадском бокс-лякроссе все мячи должны быть одобрены Канадской ассоциацией по лякроссу (CLA); основными используемыми брендами являются «Gait» и «Signature». Wolf Athletics является официальным поставщиком мячей для Высшей лиги по лякроссу.
13 ноября 2019 года SEI (Институт оборудования для обеспечения безопасности) и NOCSAE удалили все мячи для лякросса Signature из одобренных для использования на тренировках или в игре команд, лиг и программ US Lacrosse, NFHS и NCAA. «В настоящее время нет ни одного мяча для лякросса Signature, который был бы включен в список сертифицированной SEI продукции, что означает, что мячи для лякросса Signature не считаются разрешёнными для игры».